# حيتان بالينية فجرية
الحيتان البالينية الفجرية (الاسم العلمي:†Eomysticetidae) هي فصيلة من الحيتانيات تتبع فوق فصيلة قريبات الحيتان البالينية الفجرية من دون رتبة الحيتان البالينية.

## التصنيف
- الحوت الباليني الفجري